# Almanach
Un almanach peut être :

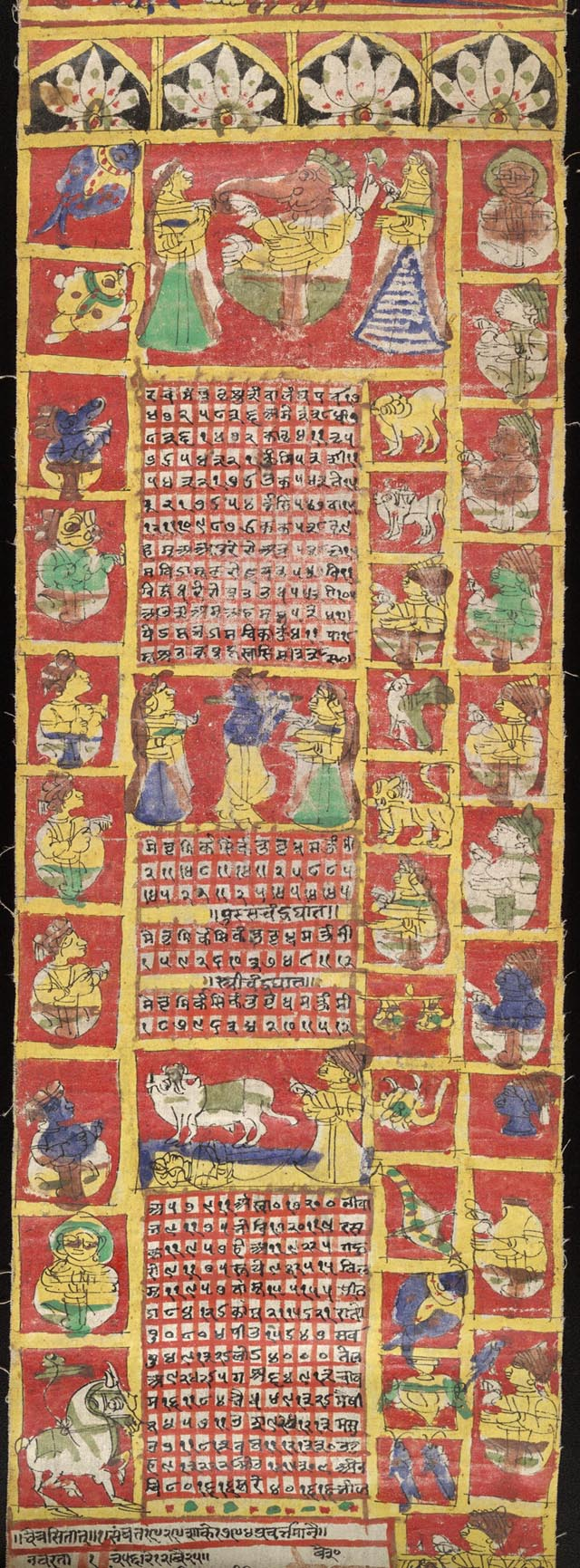
Almanach hindou pour l'année 1871-1872.

- un calendrier reprenant les grandes dates du calendrier, les fêtes religieuses, portant des éphémérides telles que les phases de la lune ou la durée des jours (calendriers lunaire et solaire).
- une publication annuelle contenant des renseignements divers, tels que des recettes de cuisine ou des trucs et astuces. Ils étaient traditionnellement diffusés par des colporteurs, et lus par un public majoritairement populaire[1].

## Remarques sur la prononciation
Bien que la prononciation almana soit recommandée, dans le langage soutenu on fera la liaison en prononçant le « ch » à la façon d'un « k » devant une voyelle. Par exemple : un almanach intéressant (almanak-intéressant).

## Étymologie
De l'arabe المناخ al-munāḵ (al-manāḵ en arabe andalou). 
Ce qui signifie « moment dans le temps », « étape » et « variations climatiques ».
En passant par le latin médiéval « almanachus », il devient « almanach ».

## En Grèce antique
L'un des plus anciens almanachs connus est Les Travaux et les Jours, poème d'Hésiode (VIIIe siècle av. J.-C.), qui est un traité de navigation, d'agronomie et de morale. Il se termine par un calendrier de jours fastes ou néfastes, peut-être apocryphe.

## À Rome
Le Chronographe de 354, gravé pour un certain Valentin par le lapicide romain Furius Dionysius Filocalus, est un almanach.

## Almanachs renommés
Du XVe siècle au début du XXe siècle, les almanachs, étroitement liés à l'invention de l'imprimerie, étaient une lecture très populaire et figuraient après la Bible parmi les ouvrages les plus imprimés et les plus lus. Certains comportaient des pictogrammes afin de pouvoir être lus en rébus par les analphabètes. Outre les saints du jour et les bontés des saisons, on y trouve des contes, faits divers et coïncidences folles, télégrammes historiques, pensées de bon aloi, gourmandises de bouche, conseils potagers et horticoles, langage des fleurs, remèdes d'ancêtres et autres savoirs traditionnels :
- Almanach de Liège (1626-)
- Almanach royal (1683-1919) (série continue, mais sous différents titres)
- États de la France (1644-1789)
- Calendrier de la Cour de Bruxelles (1719-1794)
- Les Spectacles de Paris (1751-1797)
- Almanach de Gotha (1763-)
- Almanach historique et chronologique de Languedoc et des provinces du ressort du Parlement de Toulouse  (1755-1775-1782-1784-1786-1787-1788-1789-1790)
- Almanach historique de Toulouse
- Almanach des Muses (1765-1833)
- Almanach de Paris (1772-)
- Almanach Vermot (1886-)
- Le Grand Messager boiteux de Strasbourg (1814-)
- Le Messager boiteux, almanach romand (Bâle et Vevey 1707-…)[4]
- Almanach du Pèlerin (Maison de la Bonne Presse)
- Almanach du Jura (Le Pays, Jura, Suisse, 1885-)
- Almanach du Vieux-Genève (1923-1970) de Willy Aeschlimann
- The Almanack of Naval Ravikant: A Guide to Wealth and Happiness
- Almanax de Dofus

## Almanachs humoristiques
Il existe aussi des œuvres à caractère humoristique ou satirique qui reprennent pour l'année à venir la séquence calendaire des almanachs. Ces almanachs humoristiques ont été en vogue aux XVIe et XVIIe siècles. Certains furent écrits par des auteurs de grande réputation :
- Pantagrueline prognostication par François Rabelais, à partir de 1533 ;
- Predictions for the Year 1708 par Jonathan Swift ;
- L'Almanach du Bonhomme Richard par Benjamin Franklin, à partir de 1732.

## En France contemporaine

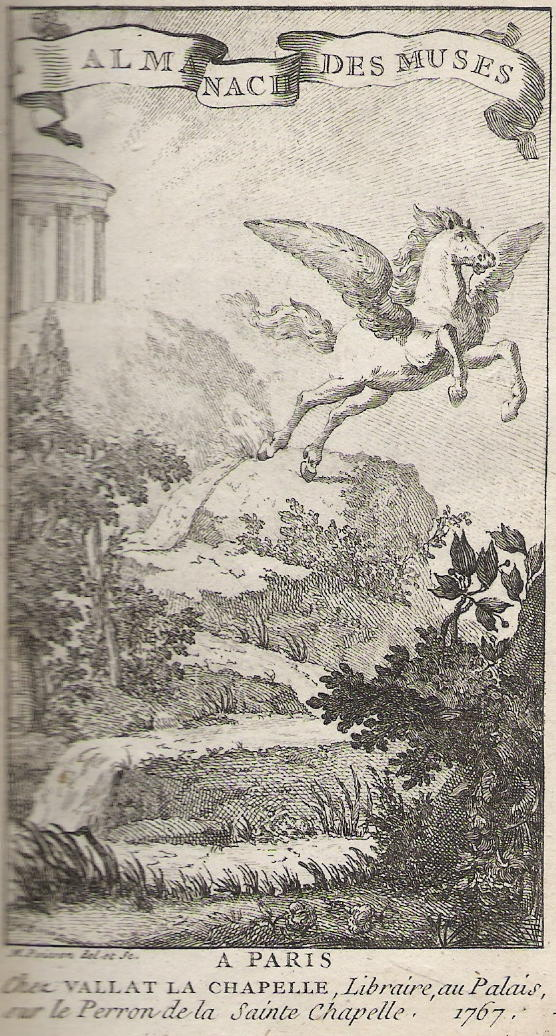
Almanach des Muses de 1767.

- Certains almanachs régionaux subsistent et l'humoristique Almanach Vermot, fondé en 1886 par Joseph Vermot, est publié chaque année.
- L'almanach de Henri Gougaud[5].
- L'almanach du Père Peinard (1898) d'Émile Pouget[6].
- Flottes de combat est un annuaire recensant l'ensemble des navires de guerre, publié tous les deux ans.
- Le journal L'Humanité a longtemps publié un almanach annuel : l'Almanach Ouvrier et Paysan.
- Le journal Actuel a publié des almanachs pendant ses périodes de non parution.
- L'Almanach savoyard fondé en 1945 et publié chaque année.
- Le Journal de Mickey publiait chaque année un almanach entre 1957 et 1987.
- Pierre Bellemare a écrit cinq almanachs édités par Albin Michel, de 2005 à 2015.

## Au Canada
- L'Almanach du peuple, publié au Québec par la librairie Beauchemin depuis 1870.

### En Espagne
- L’Almanach de Las Provincias, publié depuis 1880.

## En Russie
- Chipovnik# Almanach , maison d'édition fondée par Zinovi Grjebine, publiait en Russie à Saint-Pétersbourg au début du XXe siècle (1906-1917) des almanachs reprenant des œuvres littéraires, artistiques, ou des articles sur les nouveautés dans ces domaines et pas toujours avec la même périodicité.